# Birte Karalus
Birte Karalus (* 7. August 1966 in Reinbek) ist eine deutsche Journalistin und Moderatorin.

## Leben
Birte Karalus studierte zunächst Volkswirtschaftslehre und Germanistik. Nach dem erfolgreichen Abschluss ihres Studiums begann sie beim Hörfunk eine redaktionelle Tätigkeit. Später moderierte sie selbst Sendungen im Hörfunk.
Seit 1992 arbeitet Karalus beim Fernsehen, so moderierte sie die RTL-Talkshow Birte Karalus. Außerdem wirkte sie als Reise- und Verkehrsjournalistin für die ARD, als Sportmoderatorin für DSF Offensiv, Punkt 6, Punkt 9 und RTL aktuell.
Bis zum 1. Juli 2005 war sie Frontfrau des nur sieben Monate ausgestrahlte Infotainment-Magazins Prompt! auf ProSieben. Zudem war sie Moderatorin für tv.gusto und präsentierte die Gala Bye-bye Sex and the City, welche die Ausstrahlung der letzten Folge der Serie Sex and the City am 14. Dezember 2004 umrahmte. Im November 2007 wurde ihr Buch „Iss dich schön, klug und sexy mit Functional Eating“ veröffentlicht, ein Ratgeber mit Experten-Interview, Schautafeln, Rezepten und Wissenstexten. Von 2008 bis 2010 war Karalus Moderatorin der Sat.1-Sendung Weck Up. Ab Ende 2010 moderierte sie das VOX-Magazin Auto Mobil an der Seite von Peter Stützer, Anfang 2011 übernahm sie die Sendung komplett. Ihre letzte Folge dieser Sendung moderierte sie Ende Dezember, diese wurde am 22. Dezember 2013 im Fernsehen ausgestrahlt.
Am 22. Oktober 2011 moderierte Karalus die Reportage Das Klima und der Wandel zum VOX-Thementag. Seit dem 9. März 2014 moderiert Birte Karalus für die Web-TV-Plattform mittelstand – DIE MACHER.

## Sonstiges
Karalus ist Ehrenbotschafterin des Jane Goodall Instituts-Austria.
Außerdem ist sie Botschafterin für die Stiftung Deutsche Schlaganfall-Hilfe.

## Schriften
- Iss dich schön, klug und sexy mit Functional Eating. Riva Verlag, München 2007 (mit Meinrad Lindschinger), ISBN 978-3-936994-55-1